# Billets de faire-part
Billets de faire-part (The Deep Cold Green) est un roman policier de l’écrivain australien Carter Brown publié en 1968 en Australie et aux États-Unis. 
Le roman est traduit en français en 1969 dans la Série noire. La traduction, prétendument "de l'américain", est signée France-Marie Watkins. C'est une des nombreuses aventures du lieutenant Al Wheeler, bras droit du shérif Lavers dans la ville californienne fictive de Pine City ; la trente-et-unième traduite aux Éditions Gallimard. Le héros est aussi le narrateur.

## Résumé
En vacances à Reno, capitale du divorce, Al Wheeler est prié par une jolie rousse, Tracy Tenison, de la ramener à Pine-City : son mari, joueur impénitent, refuse de divorcer et pourrait lui faire bien du mal. D'ailleurs deux malfrats essaient d'empêcher leur départ de Reno. À la faveur d'une étape, Tracy disparaît. Pour reparaître sous la forme d'un cadavre sur la plage de Paradise Beach près de Pine-City. Mais quand le lieutenant Wheeler veut voir le mari, Dane Tenison, c'est une rousse qui ouvre la porte et se présente comme Tracy. Elle identifie le corps comme celui de sa sœur Louise. Outre les casinos, celle-ci fréquentait un petit groupe de joyeux fêtards de Paradise Beach, dont une surprenante brune, souffrant d'un dédoublement de personnalité, et qui renvoie le lieutenant vers Las Vegas et les jeux. Sans compter les deux malfrats qui tiennent absolument à le tuer.

## Personnages
- Al Wheeler, lieutenant enquêteur au bureau du shérif de Pine City.
- Le shérif Lavers.
- Annabelle Jackson, secrétaire du shérif.
- Doc Murphy, médecin légiste.
- Le sergent Polnik.
- Dane Tenison, actionnaire du casino Crystal Inn.
- Tracy Denison, son épouse.
- Louise Fowler, sœur de Tracy.
- Mardi Robbins, colocataire de Louise.
- Hal et Albie, tueurs à gages.
- "Chameau", propriétaire à Paradise Beach.
- Pat Nelson, actionnaire du casino Crystal Inn.
- Chuck Fenwick[4], actionnaire du casino Crystal Inn.
- Samantha Conway, riche joueuse.
- Joe, employé du Crystal Inn.
- Barney, employé au port de plaisance Del Mar.

## Édition
- Série noire no 1299, 1969,  (ISBN 2070482995). Réédition : Carré noir no 327 (1979),  (ISBN 2070433277).